# Magistrato di contea

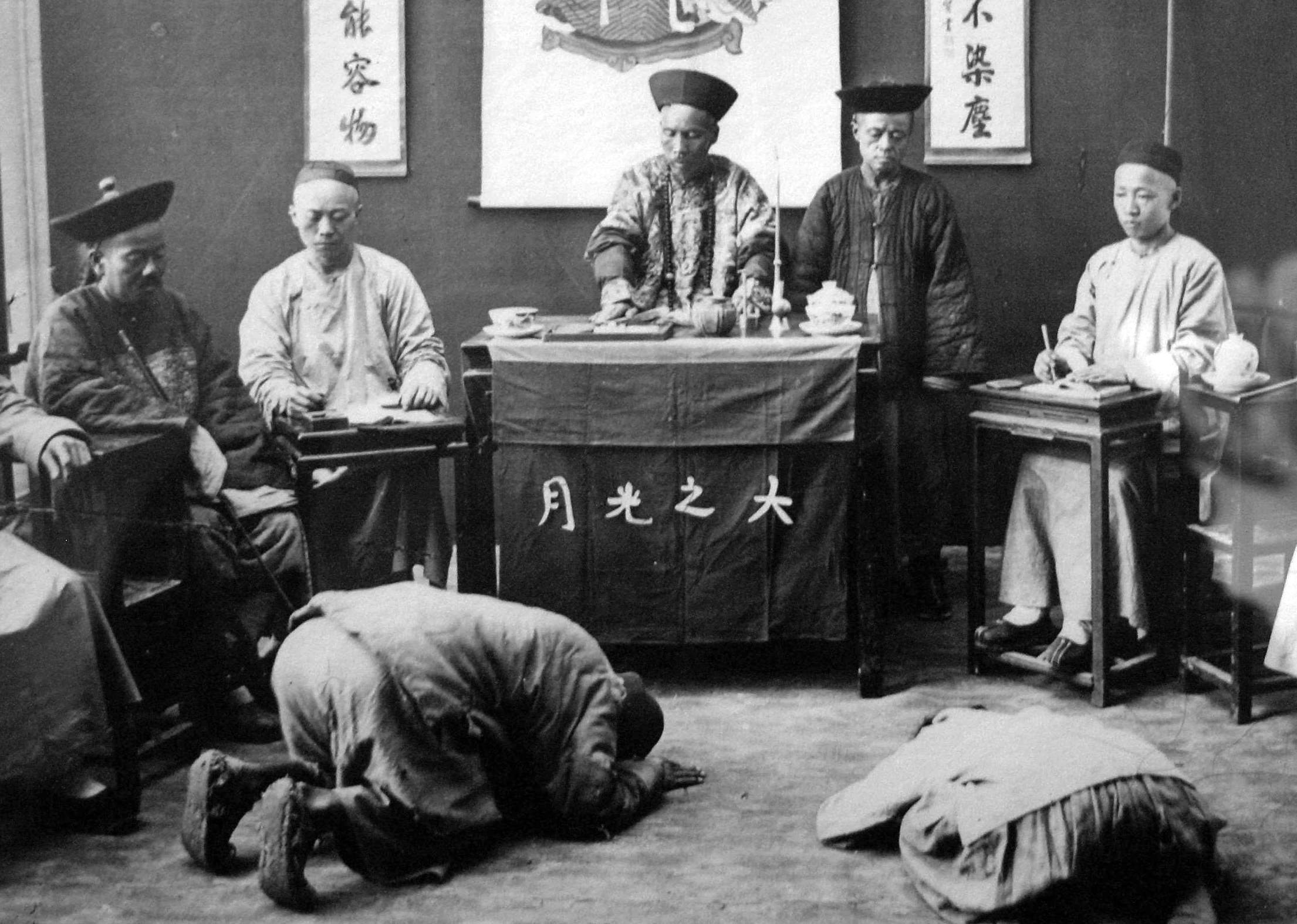
Un magistrato di contea tiene corte, fotografia di fine XIX secolo.

Il magistrato di contea o magistrato locale, conosciuto con diversi nomi cinesi, era il funzionario responsabile della xian ("contea"), l'ente locale alla base della struttura governativa dell'Impero cinese (221 a.C.–1912) e della Repubblica di Cina (1912-1949). Il magistrato era il mandarino (funzionario) che intratteneva i rapporti diretti con il popolo e amministrava tutti gli aspetti del governo per conto dell'imperatore.
L'imperatore nominava i magistrati, per tramite del Ministero del personale, tra coloro che avevano superato gli esami imperiali o avevano acquisito titoli equivalenti. L'istruzione nei classici confuciani, costituenti la materia dei predetti esami, non prevedeva però alcuna formazione pratica, limitandosi ad indottrinare i funzionari secondo un'ideologia condivisa che aiutava ad unificare l'impero. Un magistrato acquisiva pertanto competenze specialistiche solo dopo aver assunto l'incarico, quando cioè era ormai intrappolato tra le richieste dei suoi superiori e le esigenze e le resistenze dei suoi elettori, spesso indisciplinati. La promozione dipendeva dalla capacità del magistrato di mantenere la pace e l'ordine legale mentre supervisionava la riscossione delle tasse, le strade, il controllo dell'acqua e il censimento. Il magistrato rivestiva anche funzioni legali sia come pubblico ministero sia come giudice; organizzava aiuti per i poveri e gli afflitti; effettuava rituali; incoraggiava l'istruzione e le scuole; e qualsiasi altro ulteriore compito che l'imperatore scegliesse di assegnarli.
In carica per un triennio in una località quasi sempre per lui sconosciuta entro un vastissimo impero, il magistrato, sottoposto al controllo verticale del prefetto di zona, era alla mercé delle élite locali per quanto riguardava la conoscenza del territorio ch'era chiamato a governare. Non fu rara la tendenza a rinviare la risoluzione di problemi difficili al mandato del magistrato successivo o di affidarli alla giurisdizione di un magistrato vicino più gradito agli shenshi. L'imperatore Qing Yongzheng (r. 1723–1735) lodò il magistrato: «L'integrità di un uomo comporta la pace o l'infelicità di una miriade di persone.» Tuttavia, uno storico recente disse del magistrato che «se avesse posseduto le qualifiche per svolgere tutti i suoi doveri, sarebbe stato un genio. Invece, era un tuttofare, un tuttofare vessato». Al termine del mandato, il magistrato poteva essere rimpiegato in un incarico simile o iniziare a scalare la burocrazia imperiale quale sotto-segretario di uno dei Tre dipartimenti e sei ministeri o quale sottoprefetto.
La Repubblica di Cina ha apportato ampie riforme al governo della contea ma la posizione di magistrato è stata mantenuta. Sotto la Repubblica popolare cinese (post-1949), la carica di magistrato di contea, a volte tradotto come "sindaco", non fu più il livello più basso del governo centrale che estendeva ormai il suo controllo direttamente al livello del villaggio (v.si Suddivisioni della Cina).

## Etimologia
Dai Qin (221–206 a.C.), fondatori dell'Impero cinese, al termine della dinastia Tang (618–907), il magistrato capo di una contea era conosciuto come 縣令T, 县令S, xiànlìngP. Nelle dinastie successive, fu chiamato 知縣T, 知县S, zhīxiànP. Nel 1928, il titolo fu cambiato in 縣長T, 县长S, xiànzhǎngP. Poiché ci si aspettava che governasse in modo disciplinato ma premuroso e poiché ci si aspettava che le persone gli obbedissero, il magistrato di contea era conosciuto informalmente come 父母官T, fùmǔ guānP, lett. "Padre e madre; Ufficiale dei genitori".

## Storia

### Origine e sviluppo (VII secolo a.C.–XIII secolo)

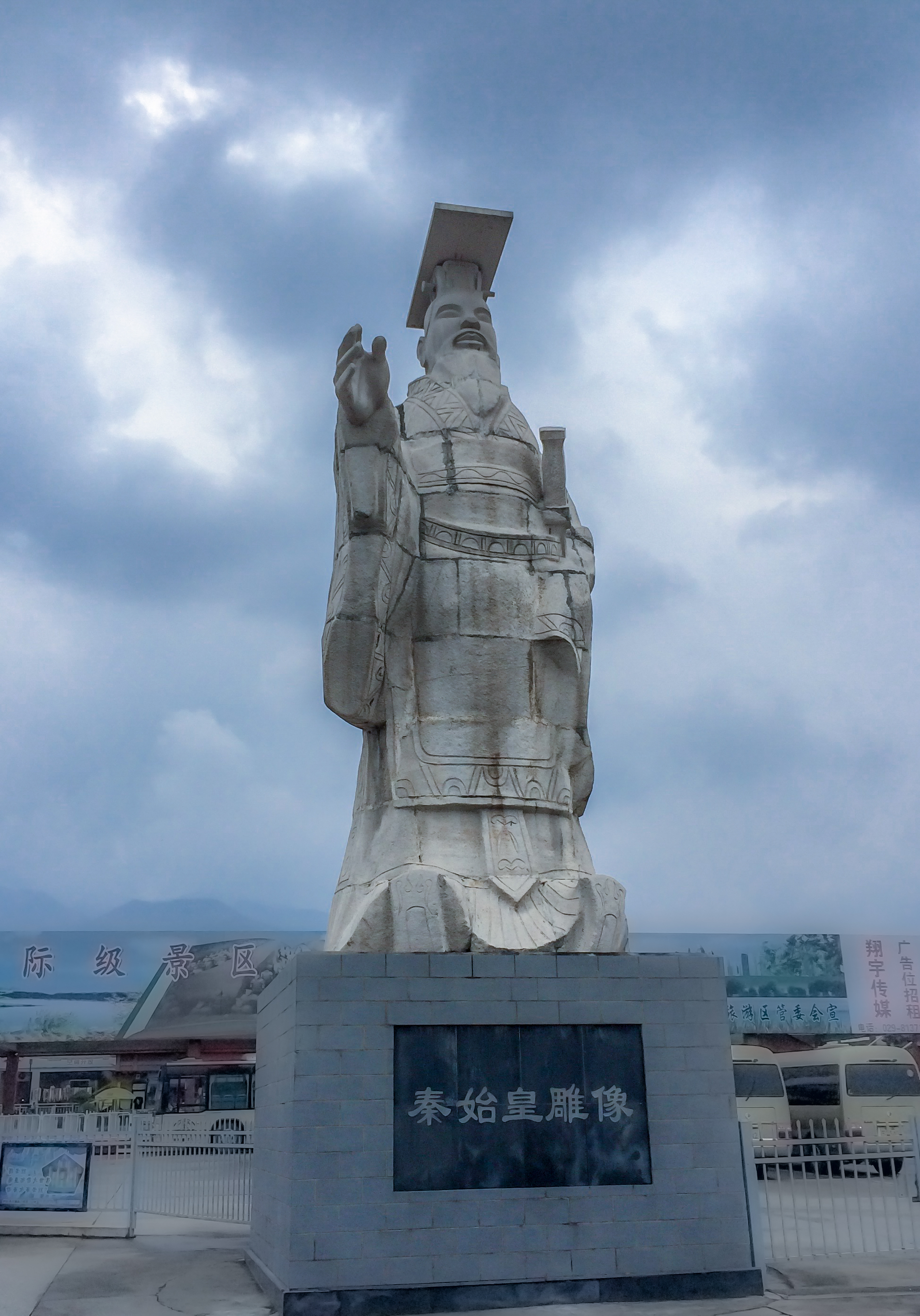
Qin Shi Huang, Primo imperatore della Cina e promotore del feroce Legismo che caratterizzò l'originaria gestione amministrativo-territoriale del neonato impero.

Lo 县T, XiànP, reso per gli occidentali come "Contea", fu istituita come ente locale di base nelle compagini statali cinesi intorno all'anno 690 a.C., durante il Periodo delle primavere e degli autunni (722–481 a.C.), quando cioè una fitta schiera di grandi potentati iniziò ad emanciparsi dal sovra-regno della protostorica dinastia Zhou (XII-III secolo a.C.) ormai al collasso. Il successivo Periodo degli Stati Combattenti (453–221 a.C.) si chiuse con la vittoria dello stato di Qin sugli altri contendenti (v.si Guerre di unificazione dello stato di Qin) e la creazione dell'Impero cinese sotto la dinastia Qin (221–206 a.C.), caratterizzato dal "Sistema delle Comanderie e delle Contee" o 郡县T, jùnxiànP che divideva l'impero in Comanderie (zh. 郡T, JùnP) e Contee. Gli amministratori locali nominati dal governo centrale sostituirono i leader feudali nelle città. Nonostante i numerosi cambiamenti, lo xian rimase, da lì innanzi, l'unità base del governo locale fino al XX secolo.
Già al tempo del duca Xiao di Qin (r. 361–338 a.C.) e del suo primo ministro riformatore, Shang Yang (morto nel 338 a.C.), lo stato di Qin si votò alla meritocrazia e ad un duro legismo, con severe punizioni per coloro che disobbedivano alle leggi pubblicate e premi per coloro che servivano lo stato ed obbedivano diligentemente alle leggi. Prima dell'unificazione di Qin, i funzionari delle xian ereditavano l'incarico, cosa che rafforzava le grandi famiglie contro il governo centrale. Dopo l'unificazione, il Primo Imperatore della Cina, Qin Shi Huang (r. 221–210 a.C.), proibì che qualsiasi funzionario potesse ereditare o lasciar in eredità la sua carica. Il controllo sul governo locale divenne così una competizione tra la burocrazia centrale, rappresentante gli interessi dell'imperatore, e le élite locali, nobili o meno che fossero, definendo l'iter sulla base del quale le dinastie successive avrebbero strutturato il proprio governo.
La dinastia Han (206 a.C.–220 d.C.), succeduta all'effimera dinastia Qin, ne sviluppò l'impianto amministrativo e legale. Nel 165 a.C., l'imperatore Han Wen introdusse il reclutamento nel servizio civile attraverso un sistema d'esami statali passati alla storia come esami imperiali (zh. 科舉T, 科举S, kējǔP). L'imperatore Han Wudi (r. 141–87 a.C.) cementò poi l'ideologia confuciana nel governo tradizionale, creò un sistema di raccomandazione e nomina nel servizio governativo, lo xiaolian, e un'accademia nazionale nella quale i funzionari-letterati, selezionati dall'imperatore, selezionavano i candidati da sottoporsi ad un esame vertente sui classici confuciani. La posizione del magistrato di contea, ora in pianta stabile un funzionario-letterato laureato dall'Impero, fu ulteriormente regolamentata con l'istituzione dela "regola dell'elusione" che proibiva a un magistrato di prestare servizio nella sua contea natale a causa del rischio di nepotismo e clientelarismo. Dopo la dinastia Sui (581–618), rifondatrice dell'Impero dopo il collasso degli Han, la regola dell'elusione fu applicata rigorosamente e nelle dinastie successive, anzitutto i Tang (618–907) che seppero massicciamente promuovere il sistema degli esami imperiali, uno xiànlìng poteva servire solo fino a quattro anni in qualsiasi luogo prima di essere trasferito. Inevitabilmente, però, il magistrato, isolato in una contea per lui estranea e subissato di responsabilità, come vedremo nel seguito, dovette confrontarsi con le élite locale o comunque con gli 紳士T, 绅士S, ShēnshìP, Shên-ShihW, lett. "Letterati adorni della fascia" che nella contea risiedevano. Il collasso dei Tang precipitò la Cina nell'ennesima spirale di anarchia politica che si chiuse, parzialmente, con la creazione della dinastia Song (960–1279) che, tra gli altri traguardi, formalizzò in pianta stabile la natura non ereditaria della carica di magistrato e l'accesso alla mansione solo previo superamento degli esami imperiali organizzati e gestiti in modo continuativo ed ordinato.
Il magistrato era ufficialmente nominato dal Ministero del personale  (zh. 吏部S, LìbùP) e supervisionato dal prefetto (zh. zhifu), essendo la prefettura cinese (zh. 地區T, 地区S, dìqūP), allora come ora, costituita da un'aggregazione di contee, o da un equivalente che a sua volta dipendeva normalmente dall'intendente di circoscrizione (zh. dao) o forse da un intendente con responsabilità speciali come l'acquedotto, il grano o il sale. Al di sopra di magistrati e prefetti c'erano gli amministratori provinciali e il governatore. Al di sopra di tutti, ovviamente, c'erano il governo centrale e l'imperatore. Ciascuno dei livelli superiori nella scala gerarchica degli uffici civili poteva impartire ordini al magistrato locale e richiedergli rapporti e memorie. Anche quest'aspetto del sistema venne perfezionato dalla dinastia Sui laddove la dinastia Han s'era limitata a raggruppare le xian nelle più ampie circoscrizioni 州T, zhōuP, lett. "Terra" di carattere più geografico che amministrativo. Sotto il dominio mongolo della dinastia Yuan (1271–1368), gli zhīxiàn della contea erano tutti mongoli, sebbene i loro subordinati fossero cinesi Han. Nel medesimo periodo, la verticalizzazione del sistema fu integrato con un nuovo livello superiore, quello delle province, che passò alle successive dinastie Ming (1368–1644) e Qing (1644-1911).
Il magistrato di contea supervisionava gli enti locali subordinati alla xian: gli anziani dei villaggi, le istituzioni locali e le organizzazioni di autogoverno, quali le municipalità (zh. xiang), formalizzate sotto la dinastia Han, o la Baojia creata dal riformatore Song Wang Anshi (1021–1086).

### Nella Cina tardo imperiale (XIV–XVIII secolo)

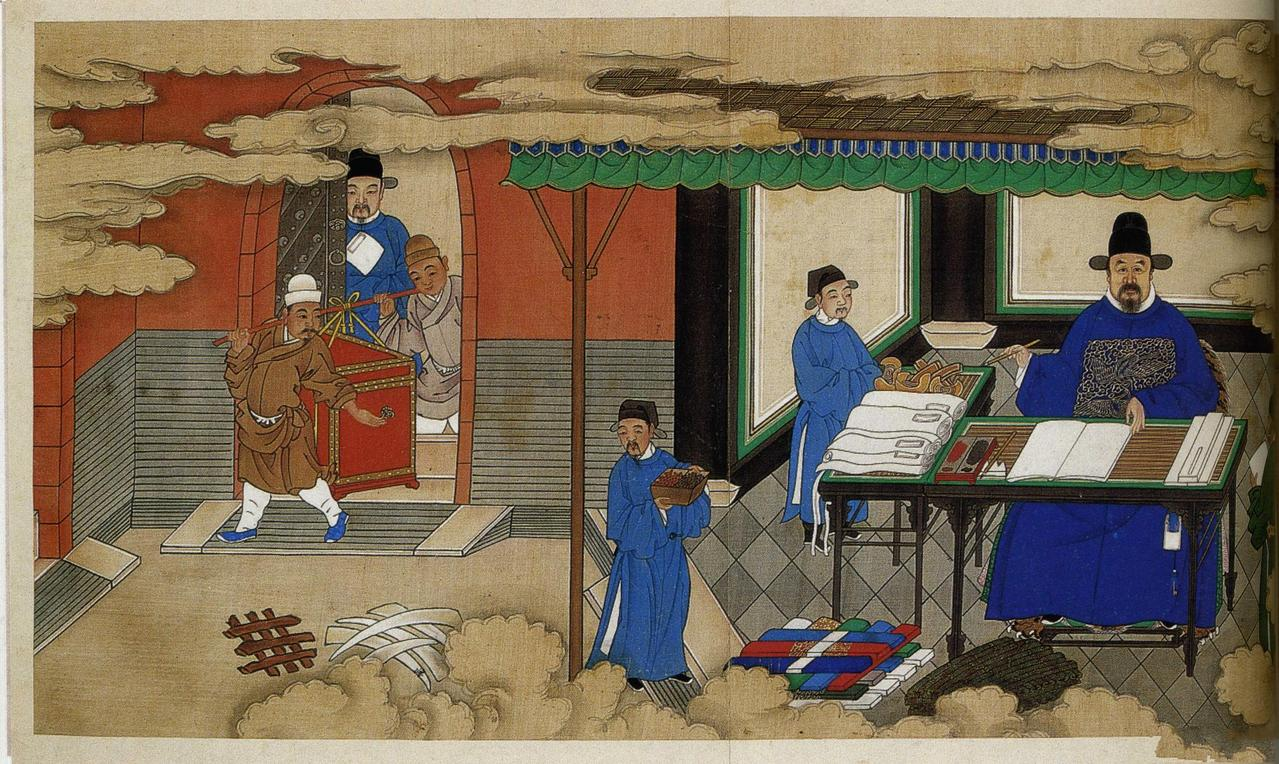
Magistrato di contea della dinastia Ming.

Durante le dinastie Ming e Qing, la crescita territoriale ed economica dell'impero, supportata da un sistematico aumento della popolazione, costrinse i magistrati di contea ad assumere sempre più personale dipendente tanto quanto ad affidarsi alle famiglie dell'élite locale, la cui influenza, tra le altre cose, poteva spesso efficacemente contrastare gli zhīxiàn se questi li scontentava. Il fenomeno fu poi acuito e complicato dall'emergere, a partire dagli Yuan ma soprattutto sotto i Ming, del c.d. come "Sistema Tusi" o 土司制度S, Tǔsī ZhìdùP, lett. "Sistema dei capi nativi", despoti tribali ereditari riconosciuti come funzionari imperiali dalle dinastie Yuan, Ming e Qing che governavano alcune minoranze etniche nello Yunnan, nel Guizhou, in Tibet, nel Sichuan, a Chongqing, nella Prefettura autonoma tujia e miao di Xiangxi (Hunan), nella Prefettura autonoma tujia e miao di Enshi (Hubei) e nell'Indocina per conto del governo centrale, quelle regioni, cioè, ove spesso le precedenti dinastie avevano al massimo esercitato un controllo equivalente ad un protettorato. Il governo locale durante le dinastie Ming e Qing si trovò gravato da aumentate responsabilità non controbilanciate da un'adeguata allocazione di risorse da parte del governo centrale. Man mano che la popolazione cinese cresceva, il numero delle contee rimaneva più o meno lo stesso, con popolazioni che potevano ormai arrivare anche a 200.000 abitanti.

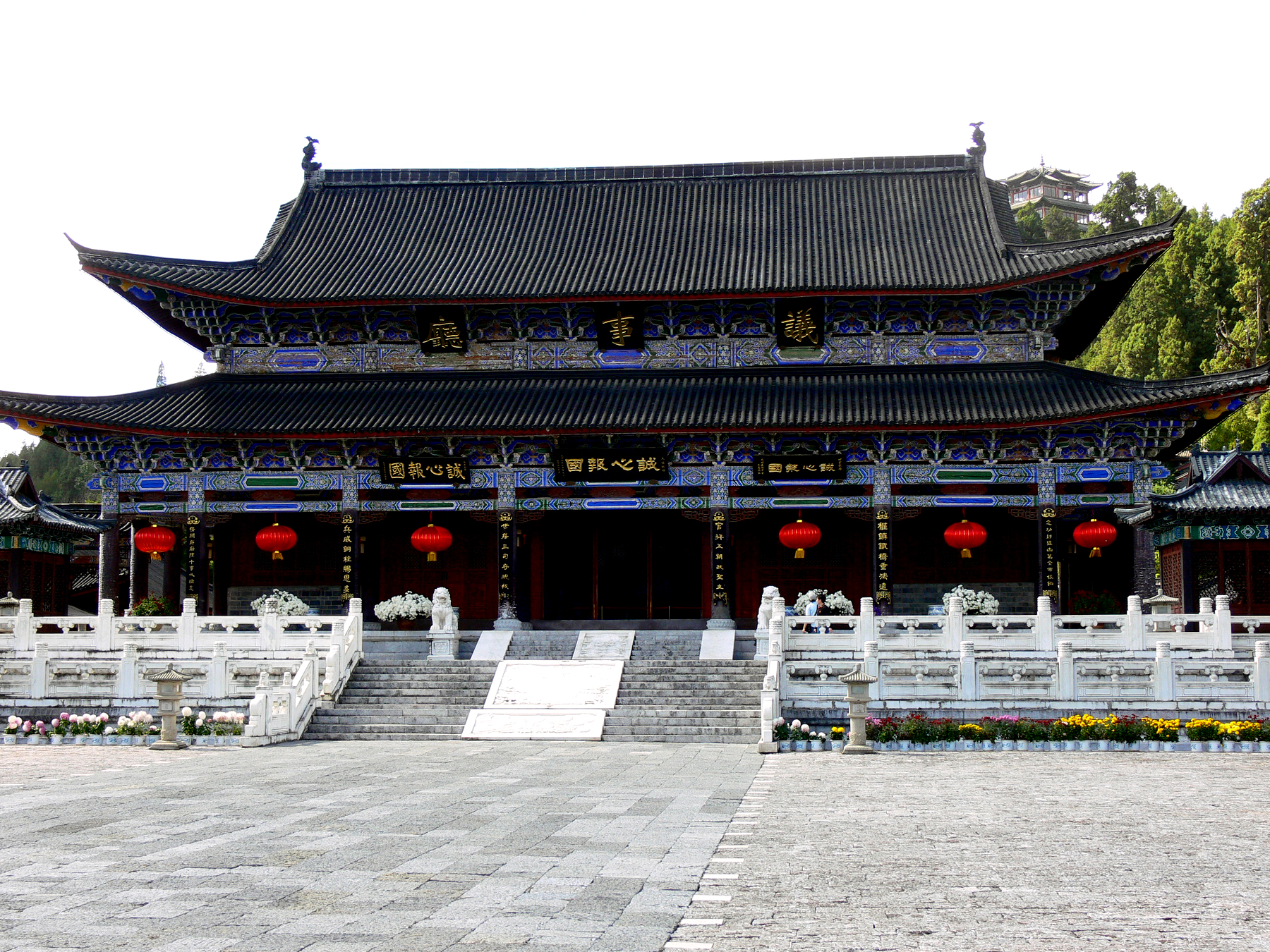
Sala delle udienze del Palazzo del Dominio di Lijiang, uno dei domini tusi che minarono l'autorità dei magistrati di contea nelle regioni più periferiche del vasto impero Ming-Qing.

La dinastia Ming (1368–1644), impegnata a promuovere un rilancio dell'agricoltura cinese e caratterizzata da un regione fiscale leggero, operò un'importante revisione sul ruolo e le funzioni del magistrato di contea, anzitutto perché il suo fondatore Zhu Yuanzhang (r. 1368–1398) aveva umili origini contadine ed aveva vissuto sulla sua pelle le problematiche dell'allora sistema di controllo basato sui magistrati di contea. La regola dell'elusione fu inasprita, temendo, giustamente, che gli zhīxiàn avrebbero favorito amici e familiari, e la durata del mandato fu generalmente limitata a due o tre anni. Il rovescio della medaglia fu però, spesso, l'inviare gli zhīxiàn in aree sconosciute di cui ignoravano, anzitutto, il dialetto locale, oltre alle specifiche usanze, e nelle quali potevano anche trovarsi in aperto conflitto con le autonomie amministrative ivi garantite ai Tusi. Il governo Ming inoltre richiese al magistrato di pagare i suoi subordinati con le tasse locali (pratica poi ripresa anche dai Qing), non con le entrate del governo centrale, incentivando, di fatto, gli abusi e le estorsioni da parte del personale subordinato agli zhīxiàn. Gli ideali confuciani sostenevano inoltre che lo Stato dovesse restare fuori dalla vita della gente comune, che doveva svolgere autonomamente le funzioni di pubblica sicurezza. Il capo del villaggio era responsabile della riscossione delle tasse e il magistrato di contea lo riteneva personalmente responsabile di eventuali ammanchi. Sempre Ming Taizu fu poi promotore di una severa e persistente verifica diretta delle competenze dei magistrati e dei loro assistenti (i sotto-magistrati).
Al volgere dell'epoca Ming, il governo centrale di Pechino promosse la sostituzione dell'autorità giurisdizionale dei tusi con l'autorità territorial-statale degli zhīxiàn quando le terre che essi governavano iniziarono ad essere sufficientemente popolate da coloni Han spinti dal piano di rilancio Ming dell'agricoltura nelle regioni periferiche. Questo processo prese il nome di "Gaitu guiliu" (改土歸流T, 改土归流S, lett. "trasformare il governo indigeno in amministrazione regolare") e, in sintesi, si costituì nella sostituzione dei tusi ereditari con i magistrati di nomina statale, il passaggio cioè dalla sovranità giurisdizionale alla sovranità territoriale e l'inizio dell'imperio formale piuttosto che informale.

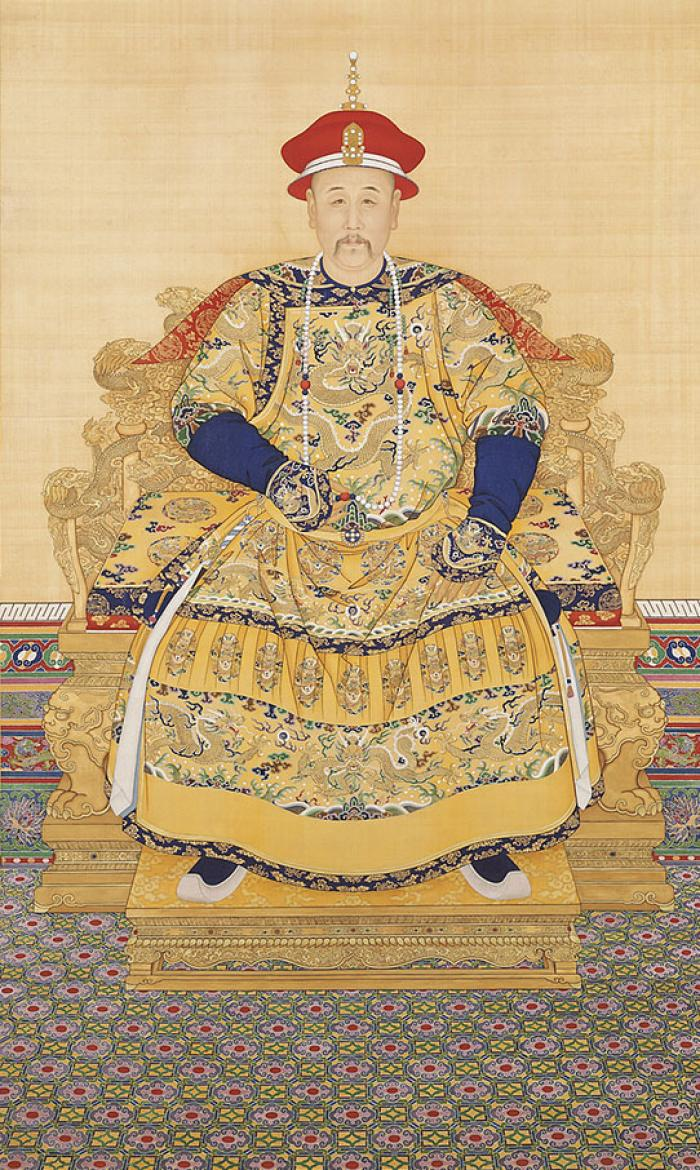
L'imperatore Qing Yongzheng (r. 1723–1735), grande riformatore del sistema di controllo amministrativo-territoriale dell'Impero.

Sotto la dinastia Qing (1644-1911), l'ultima dinastia dell'Impero cinese, il governo locale divenne ancora più rigido man mano che la popolazione e la ricchezza crescevano ma le istituzioni amministrative governative e le entrate fiscali no. Il magistrato, la cui carica durava ora non più di tre anni, era in una situazione difficile: in prima linea nella contesa tra interesse pubblico ed interesse privato. Il suo stipendio non era aumentato, con l'inflazione a lungo termine, ed il governo centrale monitorava il suo operato applicando un rigido e stringente codice disciplinare. Nel 1720 l'imperatore Qing Yongzheng (r. 1723–1735)  permise al magistrato di detrarre le "commissioni di scioglimento" dall'imposta fondiaria che era tenuto a versare ma ciò non risolse il problema strutturale. Il risultato involontario fu che, all'inizio del XIX secolo, le principali funzioni del governo locale furono abbandonate da magistrati sottopagati e tormentati e lasciate alla nobiltà, che mediava controversie, supervisionava scuole e lavori di irrigazione, organizzava la milizia locale e persino riscuoteva le tasse. Sebbene i magistrati fossero grati di ricevere questo aiuto, la nobiltà locale spesso utilizzava queste funzioni per ricompensarsi e punire i propri nemici. Per garantirsi maggior controllo sulla società rurale, i Qing estesero poi massicciamente il sistema della baojia in tutto l'Impero. Sempre Yongzheng mosse poi passi importanti nella promozione del Gaitu guiliu nello Yunnan e nel Guizhou, sopprimendo molti tusi, seppur la definitiva sostituzione dei vecchi capi indigeni con gli zhīxiàn non sarebbe terminata che nel Novecento.
Al netto delle difficoltà operative, gli zhīxiàn dei Qing divennero burocrati più professionali sotto diversi aspetti. Anzitutto, studiavano ormai l'amministrazione come un mestiere e non come un diletto intellettuale com'era invece stato per i precedenti funzionari-letterati confuciani che s'affidavano unicamente sul loro senso della morale tradizionale e sulla conoscenza dei Classici scritti secoli prima. Poiché l'imperatore, per premiare la fedeltà dei burocrati, aumentò la quota di coloro che potevano superare gli esami senza aumentare il numero dei posti disponibili, si arrivò ad avere più laureati che incarichi di basso livello, con il risultato che la maggior parte dei graduati agli esami imperiali non otteneva il primo incarico ufficiale come zhīxiàn prima dei 35 anni d'età al netto di un iter scolastico che poteva arrivare a costare, al volgere del regno di Qing Qianlong (r. 1735–1796), anche 5000 tael. Molti dei laureati non assegnati si riciclarono pertanto professionalmente come segretari o impiegati presso i magistrati di contea, creando una sotto-professione di esperti anche focalizzati su specifici aspetti della carica, quali la legge, gli acquedotti, le tasse o l'amministrazione (v.si Personale di supporto). Altri, soprattutto quelli che possedevano solo titoli inferiori, divennero precettori o insegnanti di scuole locali con poco prestigio o reddito adeguato.

### Nella Cina moderna (XIX–XXI secolo)

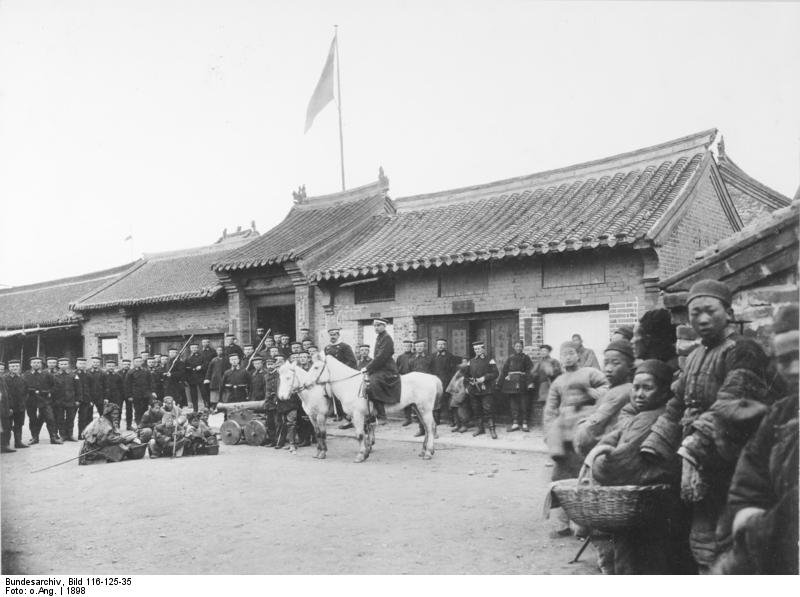
Lo Yamen di Qingdao, fotografia del 1898.

Il Movimento di auto-rafforzamento (zh. 自強運動T, 自强运动S, zìqiáng yùndòngP), noto anche come Movimento di occidentalizzazione o Movimento per gli affari occidentali (zh. 洋務運動T, 洋务运动S, yángwù yùndòngP) ( c. 1861–1895), un periodo di riforme istituzionali radicali avviate in Cina durante la tarda dinastia Qing in seguito ai disastri militari delle Guerre dell'oppio (1830–1842 e 1856–1860), apportò cambiamenti radicali alla gestione delle xian. Con l'abolizione del sistema di esami amministrato centralmente, i magistrati iniziarono ad essere selezionati tramite esami locali o ad hoc, almeno in teoria, sebbene nella pratica la raccomandazione e le relazioni personali fossero più importanti. La legge sull'elusione rimase in vigore, sebbene anch'essa non fosse più applicata rigorosamente, e il caos politico del periodo si rifletté in rapidi avvicendamenti e mandati più brevi. Nel più generale contesto di una Cina ormai prossima a smembrarsi in vari domini controllati da vari Signori della Guerra, la maggior parte dei magistrati veniva ormai nominata dai militari che controllavano la zona.
Negli anni che precedettero la fondazione del governo nazionalista nel 1928, tuttavia, si verificò un notevole miglioramento nell'istruzione e nella formazione tecnica dei magistrati, in particolare in ambito giuridico e amministrativo, seppur, per contro, la burocrazia civile divenne sempre più militarizzata. La legge organica della contea, approvata dal governo nazionalista nel 1928, definiva la contea come il livello di governo di base e stabiliva che il magistrato della contea, ora chiamato xianzhang, sarebbe stato nominato dalle autorità provinciali. Contestualmente, con la soppressione del Dominio di Xincheng, l'ultimo regime tusi del Guangxi, si chiuse il processo d'eradicazione della sovranità giurisdizionale in favore della sovranità territoriale. La contea era ora anche supervisionata dal partito nazionalista, il Kuomintang, che operava parallelamente al governo della contea, un accordo conforme alla struttura leninista del partito.
In generale, il nuovo governo organizzò una burocrazia più ampia a livello locale. Nell'immediatamente successivo contesto della lunga Guerra civile cinese (1927–1937 e 1946–1950), anche il principale avversario del Kuomintang, il Partito Comunista Cinese, prese però a costruire una propria base burocratica in molte parti della Cina usando l'Unione Sovietica come modello di riferimento.
Sconfitta nella guerra civile, la Repubblica Cinese riparò a Taiwan ove mantenne la carica del magistrato di contea. Sono diventati i capi della contea dopo che il governo centrale ha razionalizzato tutte le province, che di fatto sono state ridotte a enti non autonomi nel 1998, e nel 2019 tutti gli organi governativi provinciali sono stati formalmente aboliti.
Dopo la vittoriosa rivoluzione comunista cinese del 1949, il governo centrale della nuova Repubblica Popolare Cinese tornò a nominare funzionari locali esercitanti potere civile, penale e burocratico, mentre il controllo sulla vita del villaggio divenne più ampio di quanto fosse mai stato possibile nella storia della Cina. I moderni funzionari locali seguitarono però ad affrontare molti dei problemi dei magistrati di contea del vecchio impero. Uno studioso straniero ha osservato, nel 2015, che «i dipendenti pubblici di base sono ancora visti come "funzionari padre-madre" paternalistici, da cui ci si aspetta che si prendano cura della gente comune, che godano di un alto grado di autorità ma allo stesso tempo di un altrettanto alto grado di sfiducia.» Alcuni suggeriscono che i lavoratori e gli abitanti dei villaggi sentono di non poter mettere in discussione l’autorità di questi funzionari “padre e madre”, rendendo più facile la corruzione e più difficile il dissenso.

## Infrastruttura

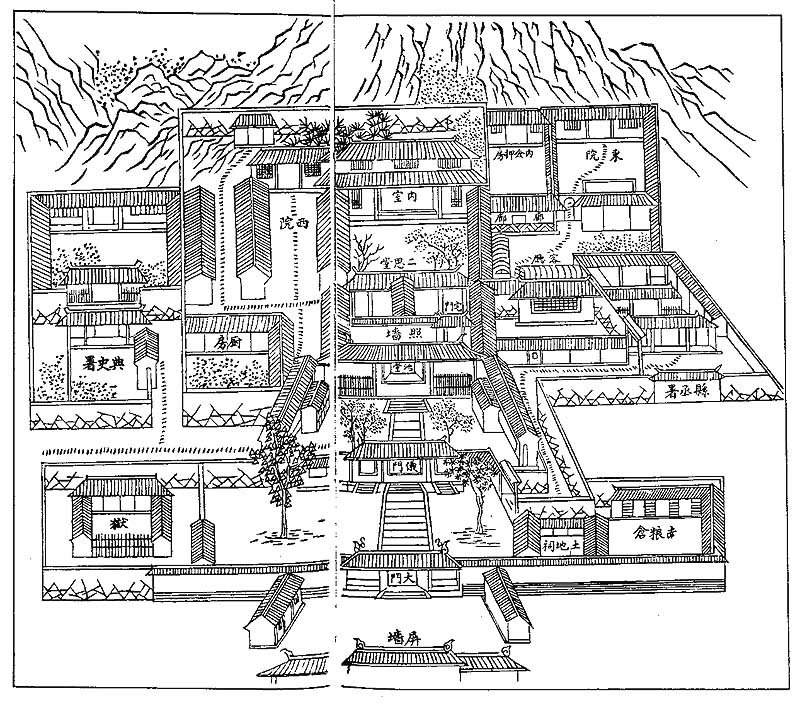
Lo Yamen di Shaoxing, nello Zhejiang - ill. del 1803.

Il magistrato di contea viveva, lavorava e teneva tribunale nello 衙門T, 衙门S, yáménP, ya²-men²W, qui inteso non come un semplice ufficio ma come un complesso murato polifunzionale, sviluppato in linea con i dettami dell'architettura domestica cinese tradizionale, che ospitava/rappresentava il governo in loco. Si trattava di un vero e proprio quartier generale contenente infrastrutture quali l'aula del tribunale, l'altare sacrificale, la sala ancestrale, il granaio, gli uffici oltre agli alloggi della famiglia del magistrato. In teoria, qualsiasi cittadino comune poteva presentare una causa, una petizione o un reclamo al magistrato dopo aver suonato una grande campana all'ingresso dello yamen.

### Personale di supporto
Al netto dei suoi ampi poteri, approfonditi nel seguito, i compiti d'ampio raggio del magistrato nel trattare con la popolazione di un impero sempre più vasto richiedevano l'aiuto di segretari/sotto-magistrati (di prima e in alcuni casi di seconda classe), impiegati, guardie e messaggeri, tutti puntualmente gerarchizzati con puntuale precisione in epoca Qing, ma il budget allocato dal governo centrale per pagare questo personale era ridotto. Pertanto, il magistrato sopperiva pagando di tasca propria, rifornendosi cioè da fondi/fonti locali, il personale "intellettuale" dello yamen. La restante parte del personale dello yamen, cioè le guardie-pretorie (zh. 皂T, zaoP), le guardie (zh. 壮T, zhuangP) ed i messi (zh. 快T, kuaiP) si sostentava integrando il proprio onorario con le estorsioni ai danni di coloro che erano abbastanza sfortunati da entrare in contatto con loro. Queste estorsioni, arbitrarie, potevano anche essere esorbitanti e ciò concorse all'aggravarsi del fenomeno della corruzione in epoca tardo-imperiale (Ming e Qing).

## Responsabilità e poteri
Le responsabilità del magistrato erano ampie ma non chiaramente definite. Gli imperatori credevano che il Cielo affidasse al loro governo i rapporti con l'universo fisico, la moralità cosmica, le istituzioni umane e l'armonia sociale (da cui la definizione dell'Imperatore quale Figlio del Cielo) e il magistrato era il suo rappresentante in tutte queste questioni.
Tuttavia il potere del magistrato era circoscritto, come si evince dal detto «Il cielo è alto e l'imperatore lontano». La burocrazia della contea era esigua rispetto alla popolazione e il personale ufficiale di una contea anche di grandi dimensioni poteva essere costituito solo da un magistrato, un vice-magistrato, forse un assistente-magistrato o un archivista e il capitano della milizia. Già nel XII secolo si prevedeva che questo piccolo gruppo supervisionasse una popolazione che poteva facilmente raggiungere i 150.000 abitanti nelle zone più densamente popolate del paese. Nelle successive dinastie Ming e Qing, i magistrati assunsero personale più numeroso. Nelle contee della prospera valle del Fiume Azzurro, il personale totale, tra impiegati, segretari, messi, medici legali, carcerieri e altri poteva essere di circa 500 persone per 100.000-200.000 abitanti. Lo storico cinese Kung-chuan Hsiao, tuttavia, sostenne che il governo locale divenne più dispotico, in ragione di questo squilibrio numerico, e che il magistrato della contea finì con il disporre di poteri illimitati per controllare l'enorme popolazione.

### Finanza e lavoro
Il governo della contea riscuoteva l'imposta fondiaria, il tributo sul grano e tutte le altre tasse eccetto i dazi doganali e simili, che furono introdotti nel XIX secolo. L'economo provinciale preparava le quote per le tasse sui servizi fondiari e sul lavoro dovute da ciascuna contea in base al numero dei maschi adulti (zh. ding), così come altre tasse, e in teoria aggiustava le aliquote ogni dieci anni. Il magistrato aveva anche la responsabilità delle infrastrutture e delle comunicazioni locali. Ogni villaggio doveva contribuire con manodopera gratuita, o corvée, per la costruzione e la manutenzione di strade, canali e dighe locali sotto la supervisione del governo della contea.
Le tasse sulla terra venivano riscosse in argento, che veniva portato al tribunale del pretore, dove veniva contato e registrato in sua presenza. Gli fu permesso di trattenere un importo specifico per funzioni locali come stipendi, stipendi per gli studenti delle scuole statali e aiuti per i poveri, quindi inoltrare il resto all'economo provinciale. Nelle dinastie successive, il denaro assegnato per le funzioni locali era troppo piccolo e i magistrati imponevano ulteriori tasse e tasse, come tasse sui titoli di proprietà, tasse di intermediazione, tasse sui pegni e molte altre.

### Giustizia

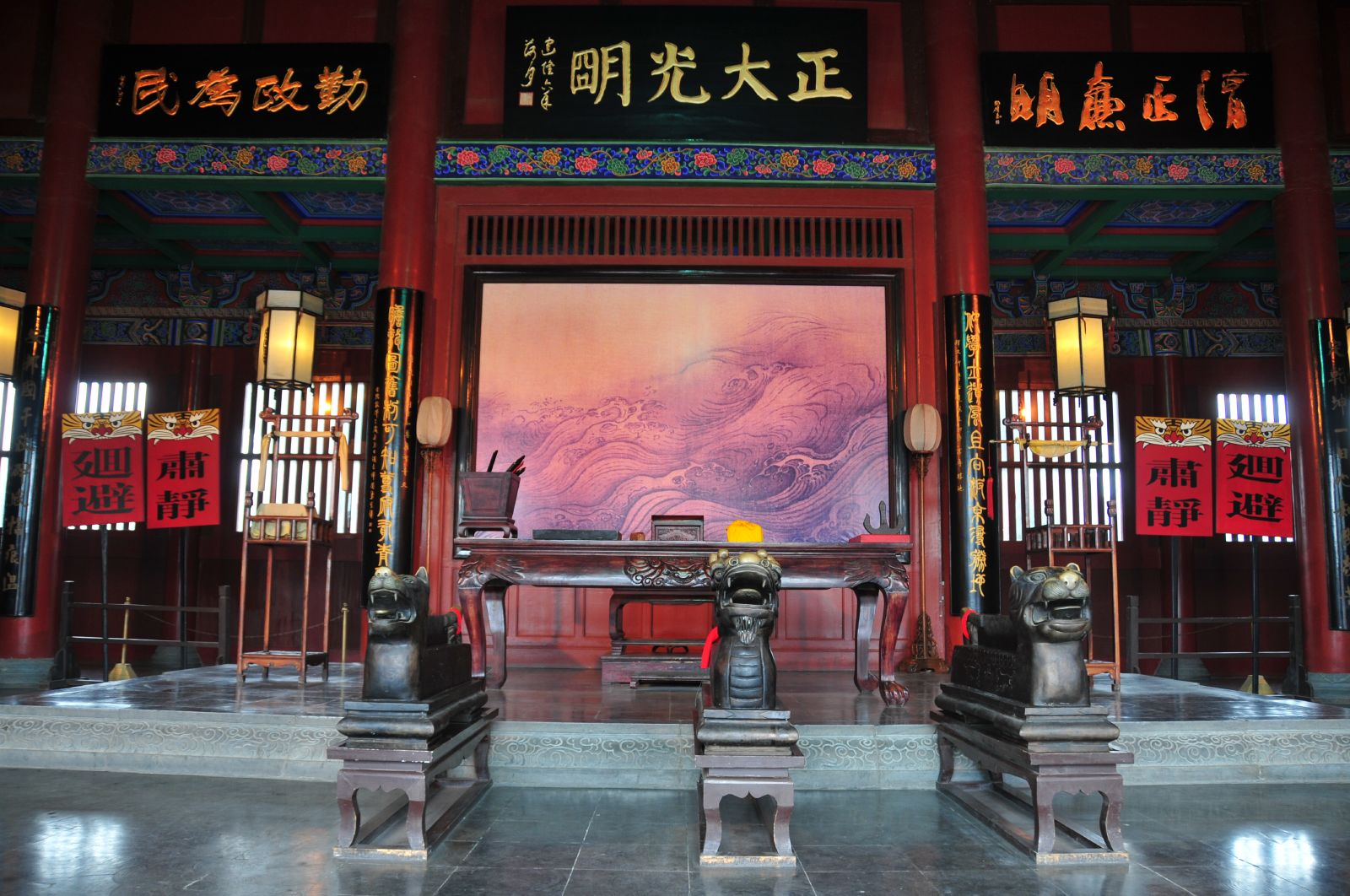
La Corte di Bao Zheng a Kaifeng, un'attrazione turistica modellata sul tipico ufficio del magistrato di contea.

Dopo la riscossione delle imposte, erano il mantenimento dell'ordine costituito e la risoluzione delle controversie legali ad occupare la maggior parte della routine del magistrato. L'armonia sociale era fondamentale al punto che la capacità del magistrato di catturare ladri e perseguire rapinatori giocava il ruolo principe nella sua valutazione annuale: una nota di demerito era comminata al magistrato che avesse mancato di arrestare meno della metà dei delinquenti ogni cinque rapine ed una di merito qualora invece ne avesse arrestati più della metà.
Il magistrato amministrava sia il diritto giudiziario sia quello amministrativo. Gli studiosi occidentali un tempo ritenevano che il magistrato non fosse spesso coinvolto nelle controversie civili e che i cittadini fossero riluttanti a portarle innanzi il loro tribunale ma le ricerche hanno dimostrato che in realtà la società locale cinese imperiale era estremamente litigiosa e che il governo locale era coinvolto in tutti i tipi di controversie. Sin dal tempo degli Han, i casi più complessi o di più alto profilo erano deferiti al Ministero della giustizia (zh. 刑部S, XíngbùP) e, in taluni casi, all'Imperatore stesso.
I sistemi legali, in alcune parti del mondo, distinguono tra loro il diritto civile, il diritto penale e il diritto amministrativo ma, nel diritto cinese, come anticipato, il magistrato locale amministrava sia il diritto giudiziario sia quello amministrativo. Non gli erano consentite decisioni arbitrarie né d'affidarsi al diritto consuetudinario locale ma era vincolato dagli editti imperiali, aventi forza di legge, e dai codici di legge. Questi codici di legge, emendati ed aggiornati dalle varie dinastie, come il Codice Tang o il Codice del Grande Qing, includevano sia il diritto civile sia il diritto penale. I casi andavano dall'omicidio e il furto alle futili contese di vicinato: es. un cavallo o un cane lasciati incustoditi e che avevano molestato o aggredito qualcuno; ecc. I litiganti si rivolgevano al magistrato anche per controversie su matrimonio, adozione, eredità e terra, e queste spesso avevano conseguenze sulle entrate o sulle tasse del paese e sulla riscossione delle imposte. I Codici descrivevano dettagliatamente i reati ma il magistrato poteva anche rifarsi ad un'altra disposizione già esistente del diritto secondo la regola: «Chiunque fa ciò che non deve essere fatto riceverà quaranta colpi di bambù leggero. Se la cosa è giudicata più grave, sarà punito con ottanta colpi di bambù pesante.» Le condanne a morte, sotto i Qing, venivano riviste dall'imperatore e casi gravi di qualsiasi natura potevano essere appellati o rivisti, a volte anche davanti all'imperatore stesso.
Il magistrato, come nel sistema inquisitorio del diritto europeo continentale, era sia pubblico ministero sia giudice. Ha deciso quali casi accettare, ha diretto la raccolta di prove e testimoni, quindi ha condotto il processo, compreso l'uso della tortura. Il magistrato era l'unico giudice della colpevolezza o dell'innocenza e determinava la punizione o il risarcimento. Tuttavia, le sue decisioni potevano essere riviste da funzionari superiori, fino all'imperatore nei casi capitali. Poiché poteva essere rimproverato per non aver indagato a fondo, per non aver seguito la procedura corretta o addirittura per aver scritto un carattere sbagliato, i magistrati delle dinastie successive assumevano impiegati o segretari specializzati con esperienza in materia legale e burocratica.
Eppure il diritto non era semplicemente una questione di codici e procedure. Si riteneva che la legge riflettesse l’universo morale e un reato penale o civile avrebbe sbilanciato quell’universo in un modo che solo una giusta punizione avrebbe potuto ripristinare. Le celebri cinque punizioni (zh. 五刑S, wǔ xíngP, ńgh yìhngW) fisiche prescritte dai codici della Cina imperiale includevano, al tempo dei Qing: la fustigazione con verga di bambù leggero, la fustigazione con verga di bambù pesante, la servitù penale, l'esilio e la pena capitale (appellabile presso l'Imperatore, come già riportato). Nel calibrare la pena, il magistrato doveva tenere conto non solo della natura del reato ma anche del rapporto tra colpevole e vittima. L'offesa del figlio contro il padre, per esempio, era giudicata molto più grave di quella del padre contro il figlio, così come l'offesa della moglie o di un altro membro della famiglia.
Nel quotidiano, il magistrato si trovava vincolato su più fronti. I messaggeri e gli ufficiali dello yamen inviati a indagare su un crimine erano gente del posto, spesso in combutta con i criminali. I magistrati fissavano quindi comunemente un termine per arrestare i criminali, minacciando di prendere in ostaggio i familiari del poliziotto se il termine non fosse stato rispettato. Quando l'imputato veniva portato davanti a lui, il magistrato poteva usare la tortura, come la fustigazione o far inginocchiare l'imputato su una catena di ferro, ma c'erano chiare restrizioni. Gli strumenti dovevano essere di dimensioni standard, approvati individualmente dallo yamen immediatamente superiore e alcuni non potevano essere utilizzati su donne o persone di età superiore ai settant'anni. Il magistrato poteva ordinare l'uso dello stringi-caviglie, ad esempio, solo in caso di omicidio e rapina, e il suo utilizzo doveva essere espressamente segnalato al livello superiore. Alcuni magistrati hanno evitato il ricorso alla tortura perché temevano che potesse produrre false confessioni. Il magistrato doveva assicurarsi che ogni confessione fosse registrata accuratamente, parola per parola, per evitare che lo scrivano-segretario introducesse errori intenzionali per pregiudicare il caso. Lo stesso magistrato poteva essere punito se richiamava la legge sbagliata o imponeva una pena troppo dura o troppo clemente.

### Istruzione
Il magistrato supervisionava e sosteneva l'istruzione locale con un ruolo di leadership morale ma non l'amministrava. L'istruzione primaria era appannaggio diretto della famiglia e/o del clan, del villaggio e/o dei templi e quindi interamente privata, sia per quanto concerneva l'organizzazione sia la finanza. Il curriculum studiorum era però quasi interamente basato sui testi confuciani necessari per superare gli esami imperiali e cioè il medesimo iter formativo cui il magistrato stesso si era sottoposto al principio della sua carriera. Il magistrato, sotto la dinastia Qing, conduceva la lettura del Sacro editto dell'imperatore Kangxi e conduceva cerimonie e rituali, soprattutto in tempi di siccità, carestia o altri disastri naturali.

## Il magistrato di contea nella cultura e nella letteratura popolare cinesi

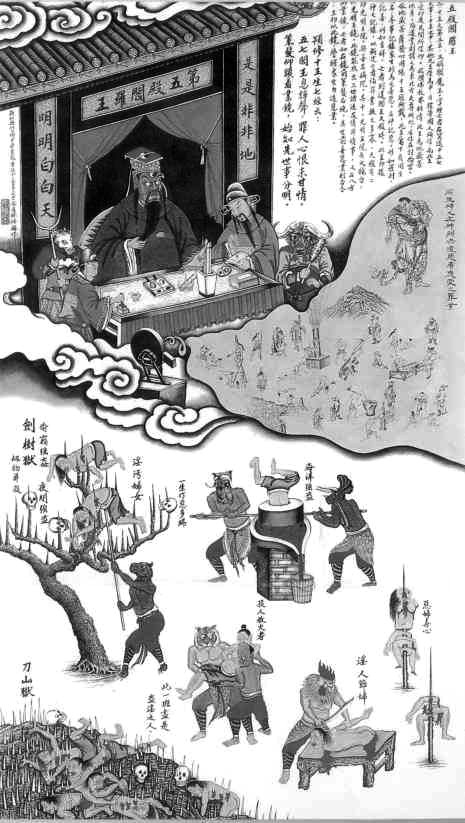
Yanluowang, sovrano degli inferi nel buddismo cinese, raffigurato come magistrato locale che tiene tribunale.

Poiché la religione tradizionale cinese ritiene che il mondo della vita dopo la morte assomiglia molto a questo, gli dèi vi erano rappresentati quali membri di una grande burocrazia ricalcante la struttura della burocrazia imperiale. Il processo giudiziario veniva descritto come molto simile in entrambi i mondi. I magistrati dell'Inferno presiedevano un tribunale molto simile a quello dei magistrati di contea e i loro uffici assomigliavano molto a quelli terreni.
Il magistrato di contea figura spesso quale eroe nella narrativa popolare cinese. Una forma peculiare sinica molto antica di romanzo giallo è appunto il gong'an, o "caso giudiziario", sviluppato in epoca Song, in cui il protagonista non è un investigatore privato o un agente di polizia, bensì il magistrato della contea, nella sua veste ad un tempo d'investigatore, pubblico ministero e giudice. Il magistrato risolve un crimine che è già stato descritto al lettore, in modo che la suspense non derivi dalla scoperta del criminale ma dal vedere come il magistrato risolve il crimine attraverso abili stratagemmi. Tra questi magistrati-investigatori figurano lo storico funzionario della dinastia Tang, Di renjie (630–700), che ha ispirato la serie di storie del giudice Dee, e il funzionario della dinastia Song, Bao Zheng (999–1062), noto appunto come "Bao il giusto", eroe d'una serie di storie e opere principiate con lo zájù d'epoca Yuan 包待制三勘蝴蝶夢T, lett. "Il giudice Bao indaga tre volte sul sogno delle farfalle" del drammaturgo Guan Hanqing (1241–1320).
In tempi più recenti, l'opera L'esecuzione del sindaco Yin di Chen Jo-hsi, opera in cui "xianzhang" è reso come "sindaco" in accezione occidentale, descrive la carriera del sindaco Yin dall'inizio degli Anni '50 fino alla Rivoluzione culturale e drammatizza il dilemma di un funzionario che è preso tra la necessità di servire sia i suoi superiori sia i suoi elettori.

### Esplicative
1. ↑  Nella capitale imperiale, presso il palazzo, la sede di ogni ministro era essa stesso uno yamen, qui inteso però come semplice ufficio.

### Bibliografiche
1. 1 2  Watt 1972, p. 11.
2. 1 2  Watt 1972, pp. 45–48.
3. 1 2  Hucker 1958, p. 32.
4. 1 2  Watt 1972, pp. 59 e s.
5. 1 2  Watt 1972, p. 14, 155 e ss.
6. ↑  Balazs 1965, p. 54.
7. ↑  Watt 1972, pp. 67–77.
8. ↑  Spence 1990, p. 368.
9. 1 2 3  Wilkinson 2012, pp. 261–262.
10. ↑  Ch'u 1962, pp. 14–15.
11. 1 2  Watt 1972, p. 100.
12. ↑  (EN) Hsu Cho-yun, China A New Cultural History, New York, Columbia University Press,  pp. 102, 104 e 121.
13. ↑  (EN) David S.G. Goodman (a cura di), Handbook of the Politics of China, Edward Elgar Publishing Limited, 2015,  p. 159, ISBN 978-1-78254-436-4.
14. 1 2  (EN) Derk Bodde, The State and Empire of Qin, in Twitchett e Loewe 1986, pp. 20–103, 1986.
15. ↑  (EN) Michael Loewe, China's First Empire, in History Today, vol. 57, n. 9, 9 settembre 2007.
16. ↑  (EN) Anthony F.P. Hulsewé, Ch'in and Han law, in Twitchett e Loewe 1986, pp. 520–544, 1986.
17. ↑  (EN) Michael Loewe, Divination, Mythology and Monarchy in Han China, Cambridge University Press, 15 settembre 1994, ISBN 978-0-521-45466-7.
18. ↑  (EN) H.G. Creel, Confucius: The Man and the Myth, New York, John Day Company, 1949,  pp. 239–241.
19. ↑  (EN) Michael Loewe, Dong Zhongshu, a ‘Confucian’ Heritage and the Chunqiu Fanlu, 2011,  pp. 145 e 148.
20. ↑  (EN) Edward A. Jr Kracke, Civil Service in Early Sung China, 960-1067: With Particular Emphasis on the Development of Controlled Sponsorship to Foster Administrative Responsibility, Harvard University Press, 1953,  p.  253..
21. ↑  (EN) Hans Bielenstein, The Bureaucracy of Han Times, Cambridge University Press, 1980, ISBN 978-0-521-22510-6.
22. ↑  Qian 1982, pp. 2 e 14.
23. ↑  (EN) Arthur F. Wright, The Sui dynasty (581–617), in Twitchett 1979, pp. 48–149, 1979.
24. ↑  Qian 1982, pp. 48–53.
25. ↑  Watt 1972, pp. 107–109.
26. ↑  Qian 1982, pp. 77–80.
27. ↑  Watt 1972, p. 109.
28. ↑  Ch'u 1962, pp. 6–7.
29. ↑  (EN) Ronald Chung-yam Po, (Re)Conceptualizing the World in Eighteenth Century China, in World History Connected, vol. 9, n. 1, World History Connected, University of Illinois, 23 ottobre 2013. URL consultato il 10 gennaio 2014 (archiviato dall'url originale il 24 aprile 2012).
30. ↑  Zhong 2003, pp. 18–46.
31. ↑  Mote 1999, pp. 122, 138-142.
32. 1 2 3  Watt 1972, pp. 102 e s.
33. ↑  Watt 1972, pp. 122 e s.
34. ↑  (ZH) 越南阮朝土司制度探析 [Journal of Guangxi Teachers Education University], in Philosophy and Social Sciences Edition, vol. 37, gennaio 2016.
35. ↑  (EN) Ray Huang, The Ming fiscal administration, in Twitchett e Mote 1998, pp. 106–172, 1998.
36. ↑  Watt 1972, pp. 109 e s.
37. 1 2 3  Watt 1972, p. 41.
38. 1 2 3 4 5 6 7  Tanner 2010, pp. 49–52.
39. 1 2 3 4  (EN) Bradly W. Reed, Talons and teeth : county clerks and runners in the Qing dynasty, Stanford University Press, 2000, ISBN 0-8047-3758-4, OCLC 1063409031.
40. 1 2  (ZH) Zongya Li, 衙门中的三班衙役 [Tre tipologie di personale degli Yamen], in Chinese & Foreign Entrepreneurs, 中外企业家, vol. 29, Editorial E-mail, 2014.
41. 1 2  Watt 1972, pp. 77–82.
42. 1 2  Wakeman 1975, pp. 29–31.
43. ↑  Watt 1972, pp. 116–118.
44. ↑  Yang 2008, cap. 4 § 76.
45. ↑  Watt 1972, pp. 140 e s.
46. ↑  Herman 2007, p. 16.
47. ↑  Watt 1972, p. 165.
48. ↑  Watt 1972, pp. 18–22.
49. ↑  Rowe 2009, pp. 49–52.
50. ↑  Watt 1972, pp. 185–193.
51. ↑  Mote 1999, pp. 918–919.
52. ↑  Yang 2008, cap. 4 § 101-102.
53. ↑  (EN) R. Kent Guy, Qing Governors and Their Provinces: The Evolution of Territorial Administration in China, 1644-1796., University of Washington Press, 2010,  pp. 334–351.
54. 1 2  Took 2005, p. 233.
55. ↑  Watt 1972, pp. 169–184 e 197-209.
56. ↑  Watt 1972, pp. 32–40.
57. ↑  Watt 1972, p. 43.
58. ↑  (EN) Asian Profile, Asian Research Service, 2003.
59. ↑  (EN) Carlos Yu-Kai Lin e Victor H. Mair, Remembering May Fourth: The Movement and its Centennial Legacy, BRILL, 2 marzo 2020,  pp. 4 e s., ISBN 978-90-04-42488-3.
60. ↑  Wou 1974, pp. 217–221.
61. ↑  Wou 1974, pp. 227–231 e 240.
62. 1 2  (EN) Marianne Bastid-Bruguiere, 10. Currents of social change, in Fairbank e Liu 1980, pp. 535–602.
63. ↑  Wou 1974, pp. 244–245.
64. 1 2  Zhong 2003, pp. 34–36.
65. ↑  Zhong 2003, pp. 38–39.
66. ↑  (EN) Local governments, su Office of the President Republic of China (Taiwan). URL consultato il 30 novembre 2020.
67. ↑  (EN) Sarah Shair-Rosenfield, Taiwan combined (PDF), su The University of North Carolina at Chapel Hill. URL consultato il 29 maggio 2021.
68. ↑   Traditions of Local Government, su yamenrunner.com, 25 settembre 2015 (archiviato dall'url originale il 19 giugno 2016).
69. ↑  Took 2005, p. 102.
70. 1 2  Ch'u 1962, p. 17.
71. ↑  (EN) Beverly Jackson e David Hugus, Ladder to the Clouds: Intrigue and Tradition in Chinese Rank, Ten Speed Press, 1999,  pp. 134–135.
72. ↑  Mote 1999, p. 317.
73. ↑  (EN) Kung-ch'üan Hsiao, Rural China: Imperial Control in the Nineteenth Century, Seattle, University of Washington Press, 1967.
74. ↑  Watt 1972, pp. 13, 151 e ss.
75. ↑  Ch'u 1962, pp. 130–131.
76. ↑  Ch'u 1962, pp. 131–134.
77. ↑  Ch'u 1962, pp. 139 e 144.
78. ↑  Watt 1972, p. 12.
79. 1 2  Ch'u 1962, pp. 123–127.
80. 1 2 3 4 5 6  Watt 1972, pp. 210–224.
81. ↑  Hulsewé 1986, pp. 528–529.
82. ↑  (EN) Zhengyuan Fu, Law as punishment : Autocratic tradition and Chinese politics, Cambridge Universtiy Press, 1993,  p.  109., ISBN 0-521-44228-1.
83. ↑  Watt 1972, pp. 84 e s.
84. ↑  (EN) The Ten Magistrates of the Underworld Realm, in Living in the Chinese Cosmos, Asia for Educators, Columbia University.
85. ↑  (EN) Paul S. Ropp, The Distinctive Art of Chinese Fiction, in Paul S. Ropp (a cura di), The Heritage of China: Contemporary Perspectives, Berkeley, University of California Press, 1990,  p. 317, ISBN 0-520-06441-0.
86. ↑  (EN) Merle Goldman, The Execution of Mayor Yin and Other Stories from the Great Proletarian Cultural Revolution. By Chen Jo-Hsi, in Journal of Asian Studies, vol. 38, n. 2, 1979,  pp. 371–373, DOI:10.2307/2053453.

### Specifici
- (EN) Etienne Balazs, A Handbook of Local Administrative Practice of 1793, in Political Theory and Administrative Reality in Traditional China, Londra, School of Oriental and African Studies, University of London, 1965,  pp. 50–75.
- (EN) T'ung-tsu Ch'u, Local Government in China under the Ch'ing, Cambridge, Council on East Asian Studies Distributed by Harvard University Press, 1962, ISBN 0674536789.
- (EN) Jack L. Dull, The Evolution of Government in China, in Paul S. Ropp (a cura di), The Heritage of China: Contemporary Perspectives, Berkeley, University of California Press, 1990,  pp. 55–84, ISBN 0-520-06441-0.
- (EN) John Fitzgerald, From County Magistrate to County Head: The Role and Selection of Senior County Officials in Guangdong Province in the Transition from Empire to Republic, in Twentieth-Century China, vol. 38, n. 3, 2013,  pp. 254–279, DOI:10.1353/tcc.2013.0044.
- (EN) John E. Herman, Amid the Clouds and Mist China's Colonization of Guizhou, 1200-1700, Harvard University Asia Center, 2007.
- (EN) Pao Chao Hsieh, The Government of China (1644–1911), Baltimore, The Johns Hopkins Press, 1925.
- (EN) Liuhong Huang, A Complete Book Concerning Happiness and Benevolence: A Manual for Local Magistrates in Seventeenth-Century China, tradotto da Chu Djang, Tucson, Ariz., University of Arizona Press, 1984, ISBN 0816508208.
- (EN) Michael Loewe, Bing: From Farmer's Son to Magistrate in Han China, Indianapolis, Hackett, 2011, ISBN 9781603846226.
- (EN) Mu Qian, Traditional Government in Imperial China: A Critical Analysis, traduzione di Chun-tu Hsueh e George O. Totten, 中國歷代政治得失 (Zhong guo li dai zheng zhi de shi) Hong Kong 1952, Chinese University Press, 1982, ISBN 9789622012547.
- (EN) Jennifer Took, A Native Chieftaincy in Southwest China: Franchising a Tai Chieftaincy under Tusi System of Late Imperial China, Leida, Brill, 2005.
- (EN) John R. Watt, The District Magistrate in Late Imperial China, New York, Columbia University Press, 1972, ISBN 0231035357.
- Endymion Wilkinson, Central & Local Government, in Chinese History: A New Manual, Cambridge, MA, Harvard University Asia Center, 2012,  pp. 253–268, ISBN 9780674067158.
- (EN) Odoric Y.K. Wou, The District Magistrate Profession in the Early Republican Period: Occupational Recruitment, Training and Mobility, in Modern Asian Studies, vol. 8, n. 2, 1974,  pp. 217–245, DOI:10.1017/S0026749X00005461.
- (EN) Yang Zhong, isbn:0765611171., in Local Government and Politics in China : Challenges from Below, Armonk, N.Y., M.E. Sharpe, 2003, ISBN 0765611171.
- (EN) Bin Yang, Between Winds and Clouds: The Making of Yunnan, Columbia University Press, 2008.

### Consultazione
- (EN) John K. Fairbank (a cura di), Volume 10: Late Ch'ing 1800–1911, Part 1, The Cambridge History of China, Cambridge University Press, 1978, ISBN 978-0-521-21447-6.
- (EN) John K. Fairbank e Kwang-Ching Liu (a cura di), Volume 11: Late Ch'ing 1800–1911, Part 2, The Cambridge History of China, Cambridge University Press, 1980, ISBN 978-0-521-22029-3.
- (EN) C.O. Hucker, A dictionary of official titles in imperial China, Standford University Press, 1985.
- (EN) C.O. Hucker, Governmental Organization of the Ming Dynasty, in Harvard Journal of Asiatic Studies, vol. 21, 1958,  pp. 1-66.
- (EN) Frederick W. Mote, Imperial China, 900–1800, Cambridge, MA, Harvard University Press, 1999, ISBN 0674445155.
- (EN) William T. Rowe, China's Last Empire: The Great Qing, Cambridge, MA, Harvard University Press, 2009, ISBN 9780674036123.
- (EN) Jonathan D. Spence, County magistrate, in The Search for Modern China, New York, Norton, 1990,  p.  123, ISBN 0393973514.
- (EN) Harold M. Tanner, China a History: From the Great Qing Empire through the People's Republic, vol. 2, Indianapolis, Hackett Pub. Co., 2010, ISBN 9781603843027.
- (EN) Dennis Twitchett e Frederik W. Mote (a cura di), Volume 8, Part II: The Ming Dynasty, 1368–1644, The Cambridge History of China, Cambridge University Press, 1998, ISBN 978-0-521-24333-9.
- (EN) Dennis Twitchett e Michael Loewe (a cura di), Volume 1: The Ch'in and Han Empires, 221 B.C.-A.D. 220, The Cambridge History of China, Cambridge University Press, 1986, ISBN 978-0-521-24327-8.
- (EN) Dennis Twitchett (a cura di), Volume 3, Part I: Sui and T'ang China, 589–906, The Cambridge History of China, Cambridge University Press, 1979, ISBN 978-0-521-21446-9.
- (EN) Frederic E. Wakeman, The Fall of Imperial China, New York, Free Press, 1975, ISBN 0029336902..